# 266 av. J.-C.
Cette page concerne l'année 266 av. J.-C. du calendrier julien proleptique.

## Événements
- 10 avril (21 avril du calendrier romain) : début à Rome du consulat de Numerius Fabius Pictor et Decimus Iunius Pera[1].
  - Rome soumet les Messapes, les Sassinates et les Salentins[1].

- Guerre de Chrémonide (fin en 263 av. J.-C.) : seconde expédition de Sparte sur l'isthme de Corinthe. Antigonos Gonatas écrase une révolte de mercenaires galates à Mégare[2].
- La ville d’Apollonia, sur le littoral balkanique, entre dans la sphère diplomatique romaine et conclut peut-être un traité d’alliance ou d’amitié[1].
- Début du règne d'Ariobarzane, roi du Pont[3].
- Fan Sui devient premier ministre de l'État de Qin en prônant une politique d'expansion territoriale jusqu'en 255 av. J.-C., contribuant à la victoire finale de Qin à la fin de la période des Royaumes combattants[4].

## Décès
- Mithridate Ier, fondateur du royaume du Pont.